# ورم الحبل الجنسي-السدوي التناسلي
أورام الحبل الجنسي السدوية التناسلية، هي أورام مشتقة من المكونات السدوية للمبيض والخصية، وهذا يشمل الخلايا الحبيبية والقرابية والليفية. تنشأ الخلايا الظهارية من الطبقة الظهارية الخارجية المحيطة بالغدد التناسلية، بينما تنشأ أورام الخلايا الجنسية أو العرسية من طلائع الأمشاج أو الأعراس. تمثل هذه المجموعة 8% من سرطانات المبيض وأقل من 5% من سرطانات الخصية لدى البشر. يعتمد تشخيص هذه الأورام على الخزعة حصرًا؛ فهي الوسيلة الوحيدة التي تمنحنا تشخيص دقيق للحالة. مع ذلك، يشك معظم الأطباء بخباثة الحالة قبل إجراء العمل الجراحي؛ إذ يشيع حدوث أورام المبيض الصلبة عند النساء بعد انقطاع الطمث.
يكون تواتر هذه المجموعة من الأورام أقل من تواتر أورام الخلايا الجنسية في الخصية بفارق كبير، وأقل من تواتر أورام الخلايا الجنسية في المبيض بفارق صغير.

## التشخيص
يعتمد التشخيص النهائي لهذه الأورام على تحليل الأنسجة المأخوذة عبر الخزعة أو الاستئصال الجراحي. توصلت دراسة رجعية ضمت 72 طفل ومراهق مصاب بالمرض إلى أهمية دور الدراسة النسيجية في تحديد سير المرض.
حدد الباحثون عدة جزيئات واعتبروها مشعرات خاصة بهذه المجموعة من الأورام. قد يفيد بروتين CD56 في تمييز أورام الحبل الجنسي- السدوية عن بعض الأورام الأخرى دون تمييزها عن الأورام العصبية الصماوية. اقترح بعض الباحثون دور الكالريتينين كمشعر خاص بالمرض. يدرس الباحثون حاليًا دور الإنهيبين في تشخيص ورم الخلايا الحبيبية. تملك أورام الخلايا الحبيبية وأورام خلايا سيرتولي- ليديغ طفرات جينية مميزة، وهذا قد يساهم في دعم التشخيص.

تبدي الأورام الليفية صفات مميزة عند التصوير بالرنين المغناطيسي، وهذا قد يمكننا من استخدامه في المستقبل لتشخيص هذا الورم النادر قبل الجراحة.

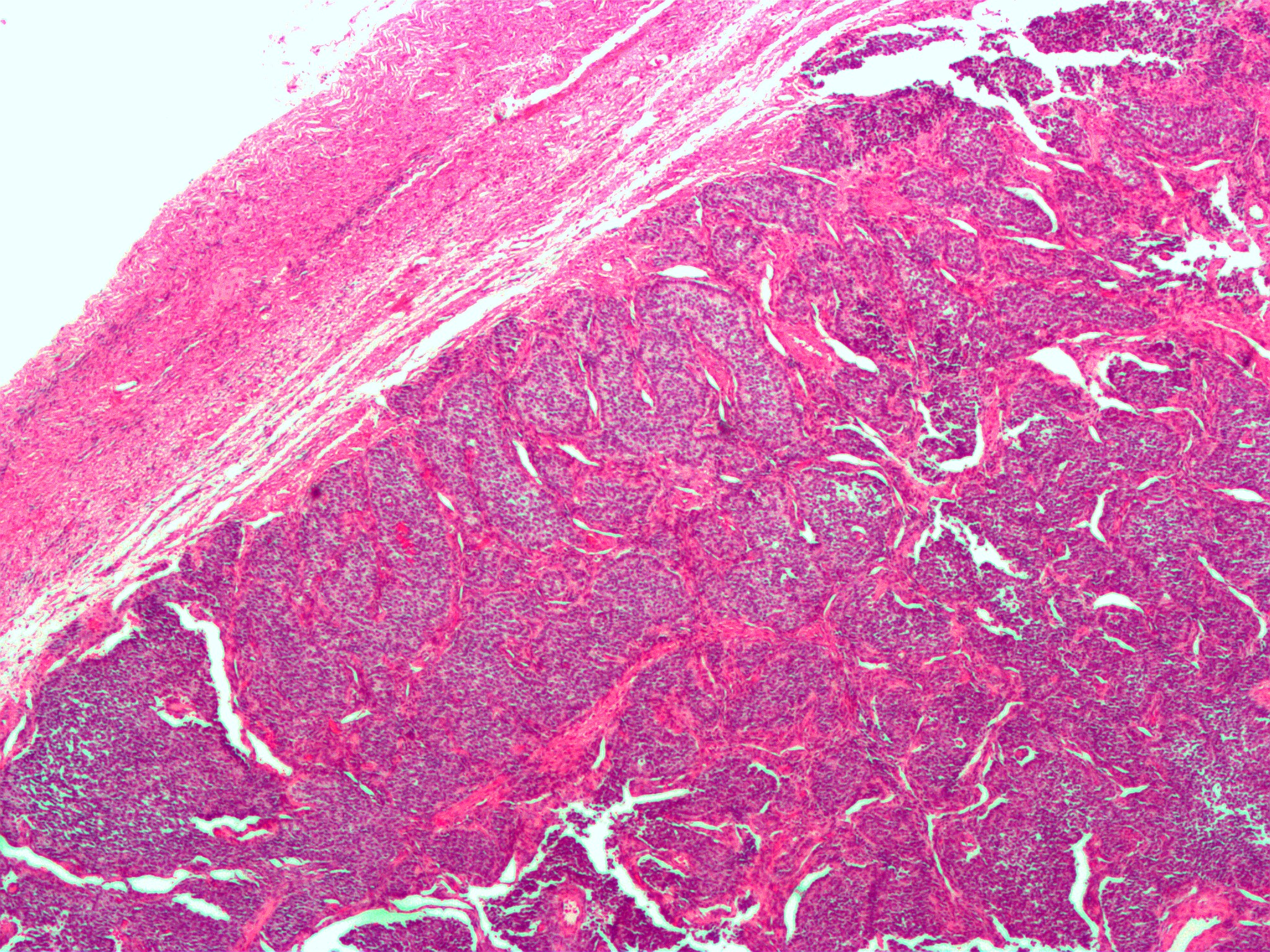
صورة مجهرية منخفضة التكبير لورم الخلايا الحبيبية ملونة بصبغة الهيماتوكسيلين واليوزين.
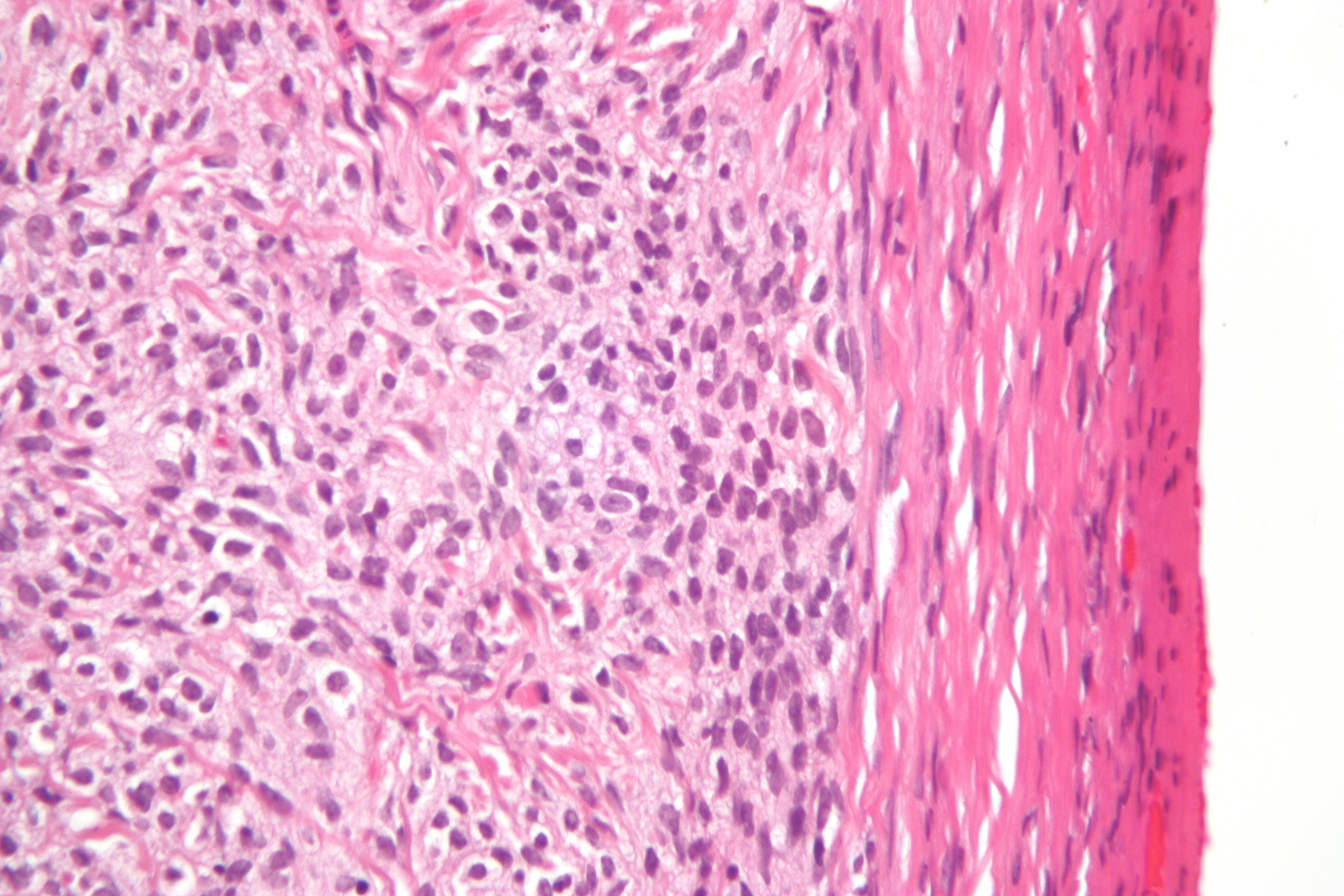
صورة مجهرية مكبرة لورم قرابي ملونة بصبغة الهيماتوكسيلين واليوزين.
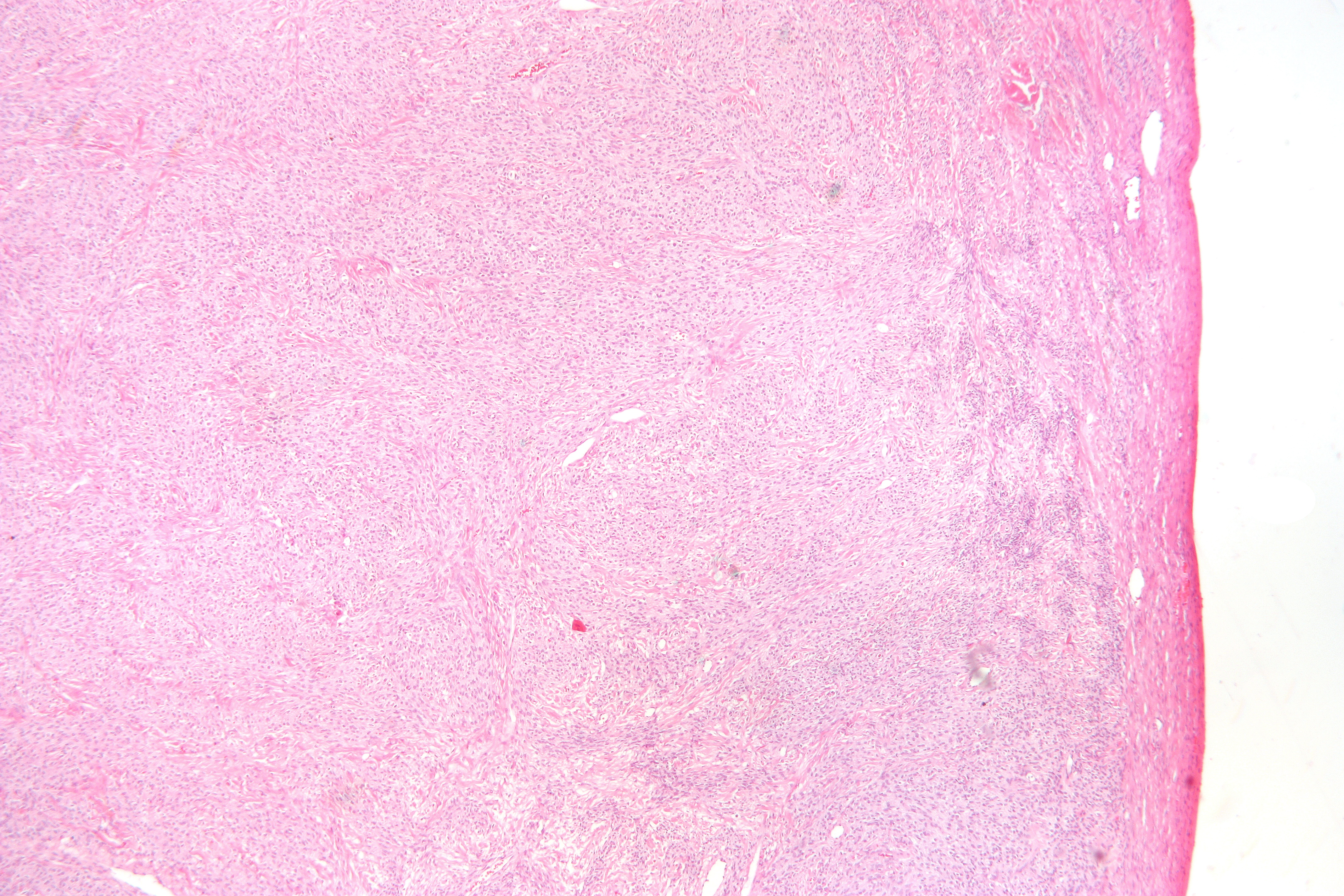
صورة مجهرية منخفضة التكبير لورم قرابي ملونة بصبغة الهيماتوكسيلين واليوزين.
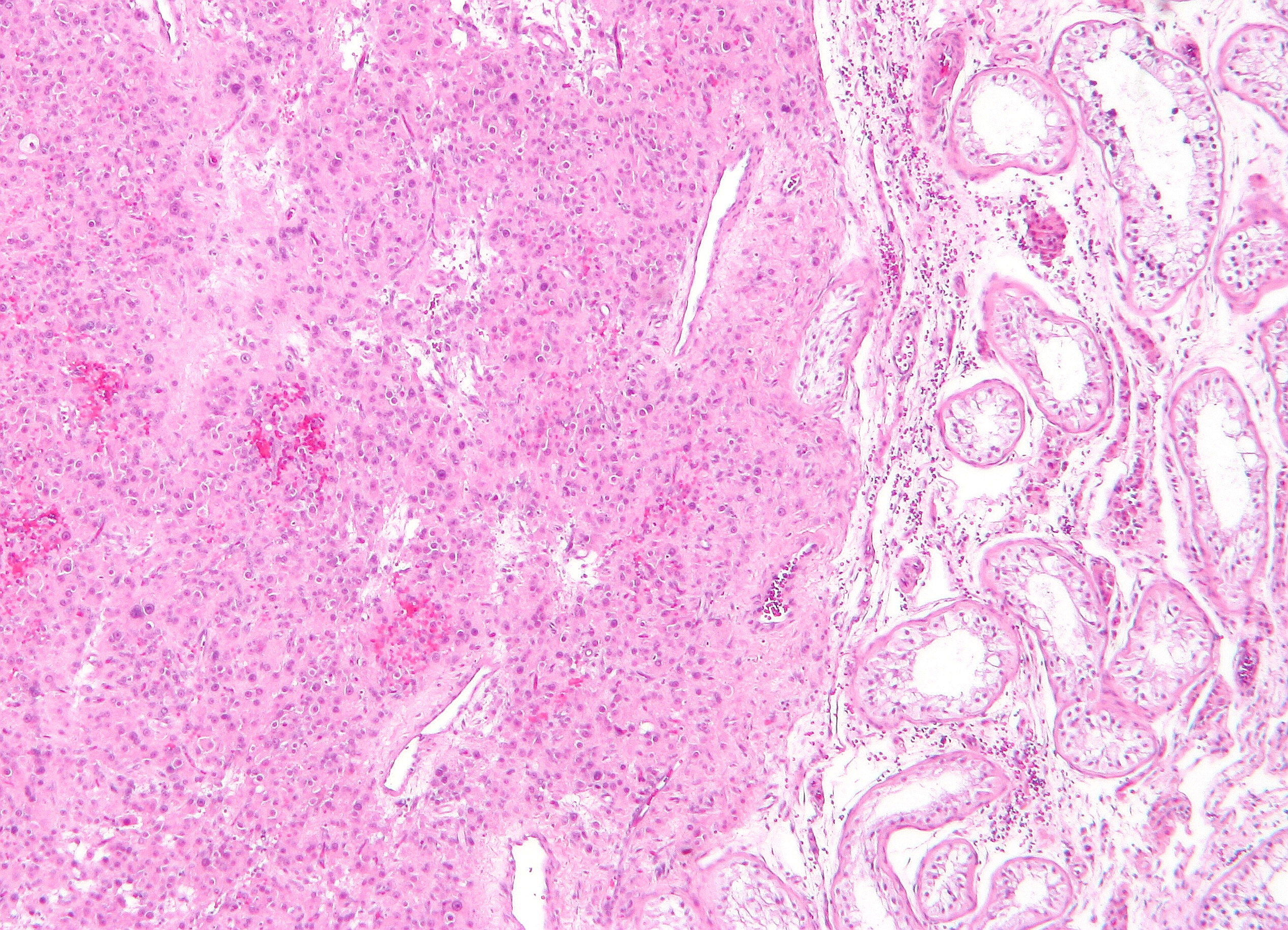
صورة مجهرية منخفضة التكبير لورم خلايا ليديغ ملونة بصبغة الهيماتوكسيلين واليوزين.
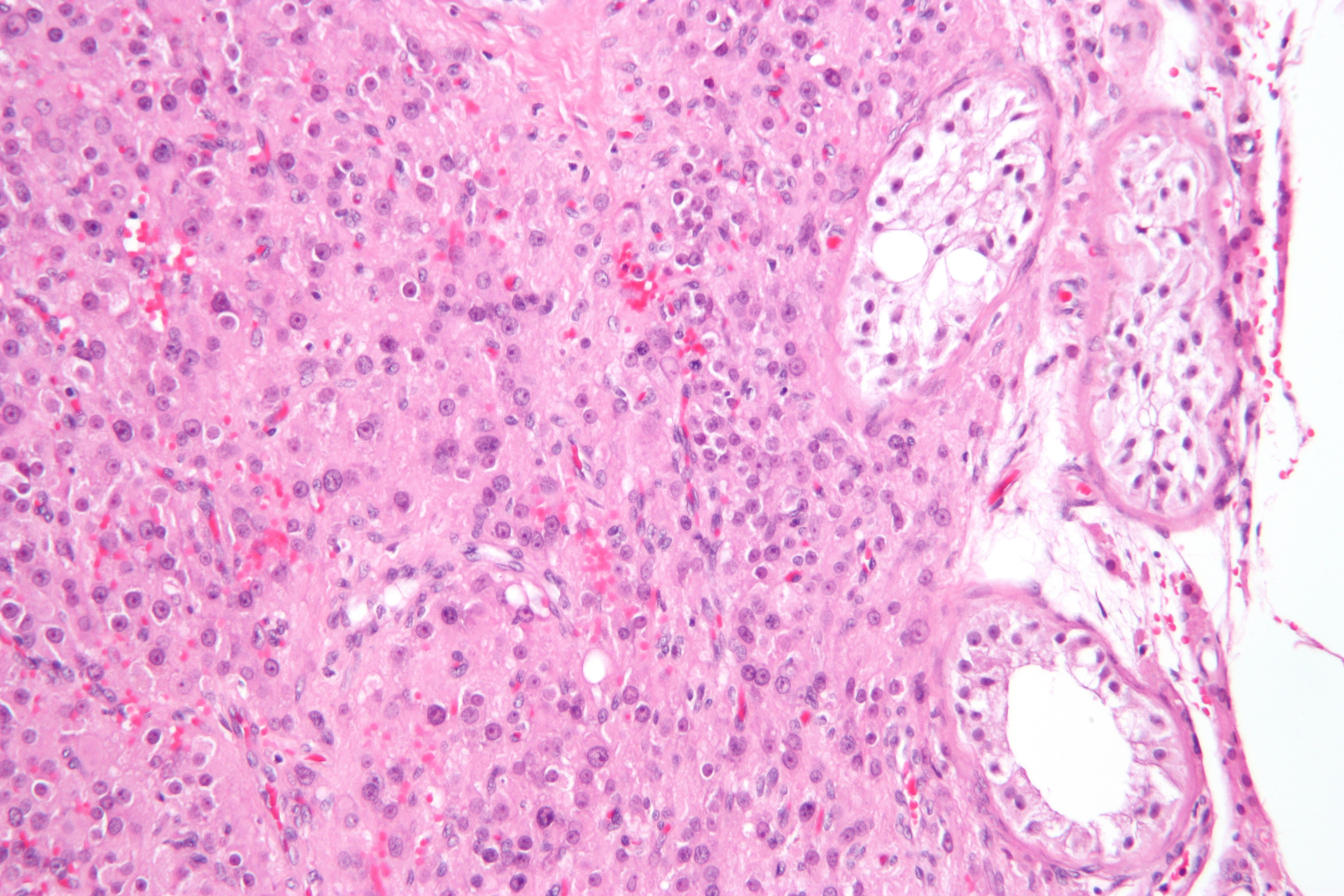
صورة مجهرية متوسطة التكبير لورم خلايا ليديغ ملونة بصبغة الهيماتوكسيلين واليوزين.
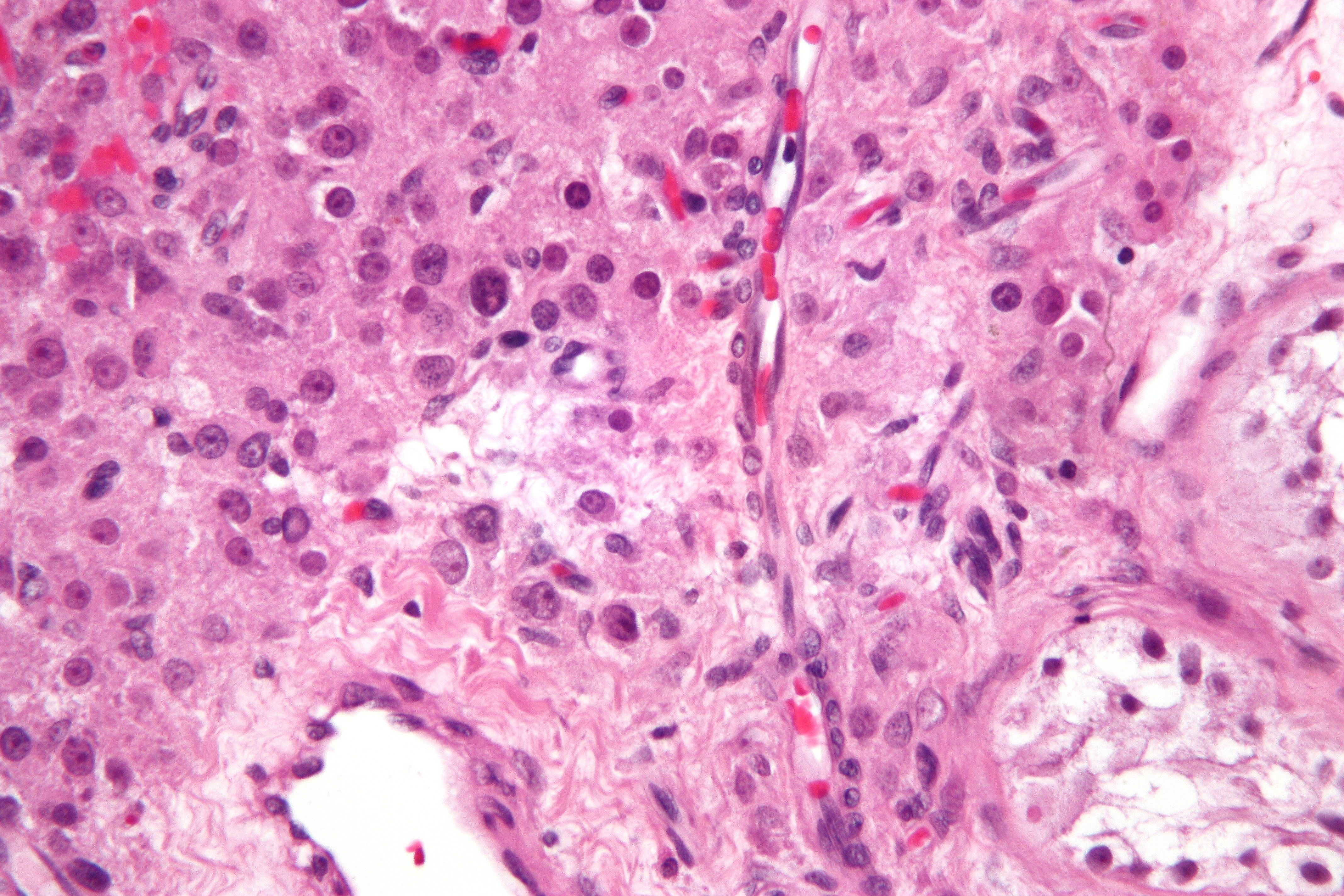
صورة مجهرية عالية التكبير لورم خلايا ليديغ ملونة بصبغة الهيماتوكسيلين واليوزين.
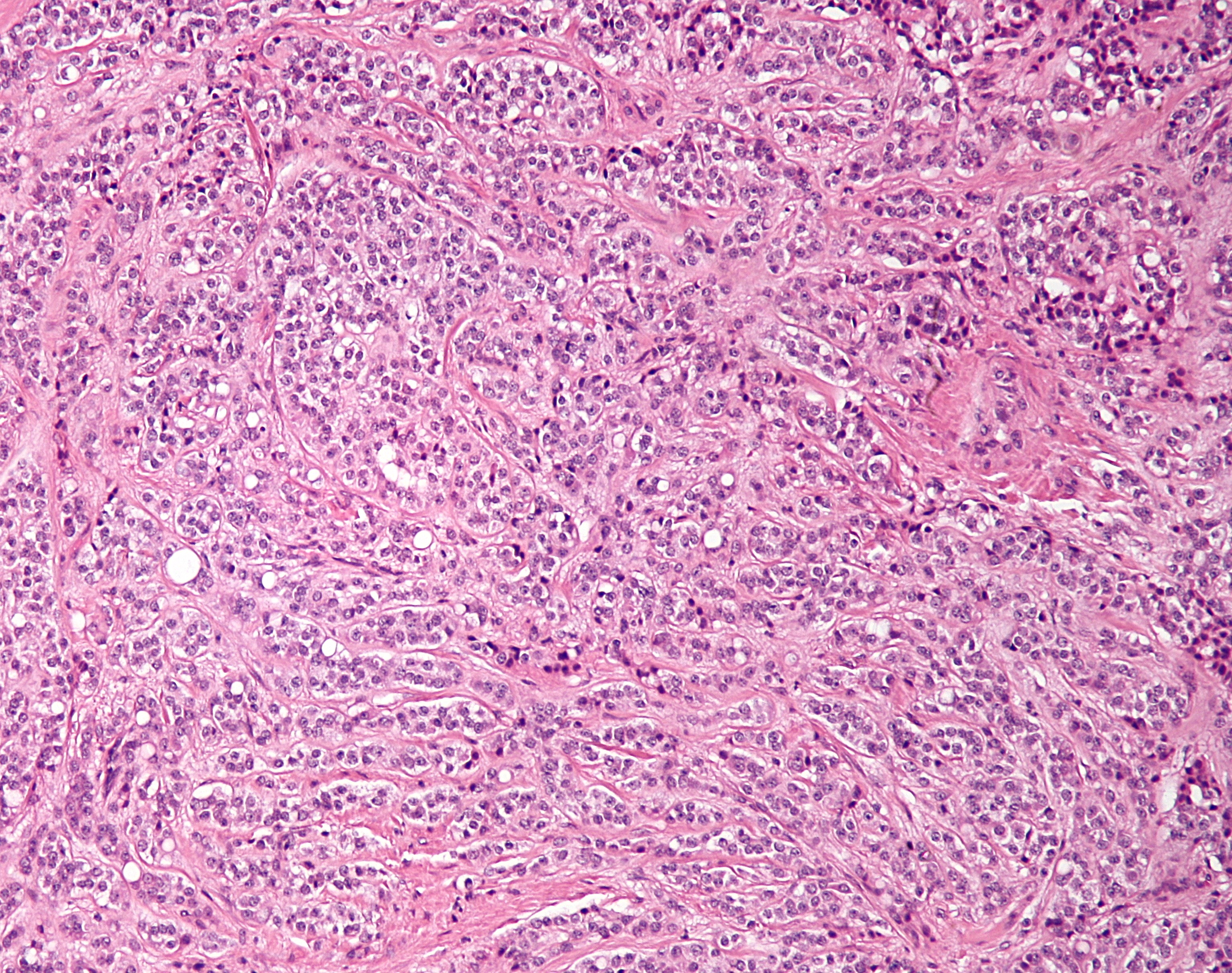
صورة مجهرية منخفضة التكبير لورم خلايا سيرتولي ملونة بصبغة الهيماتوكسيلين واليوزين.
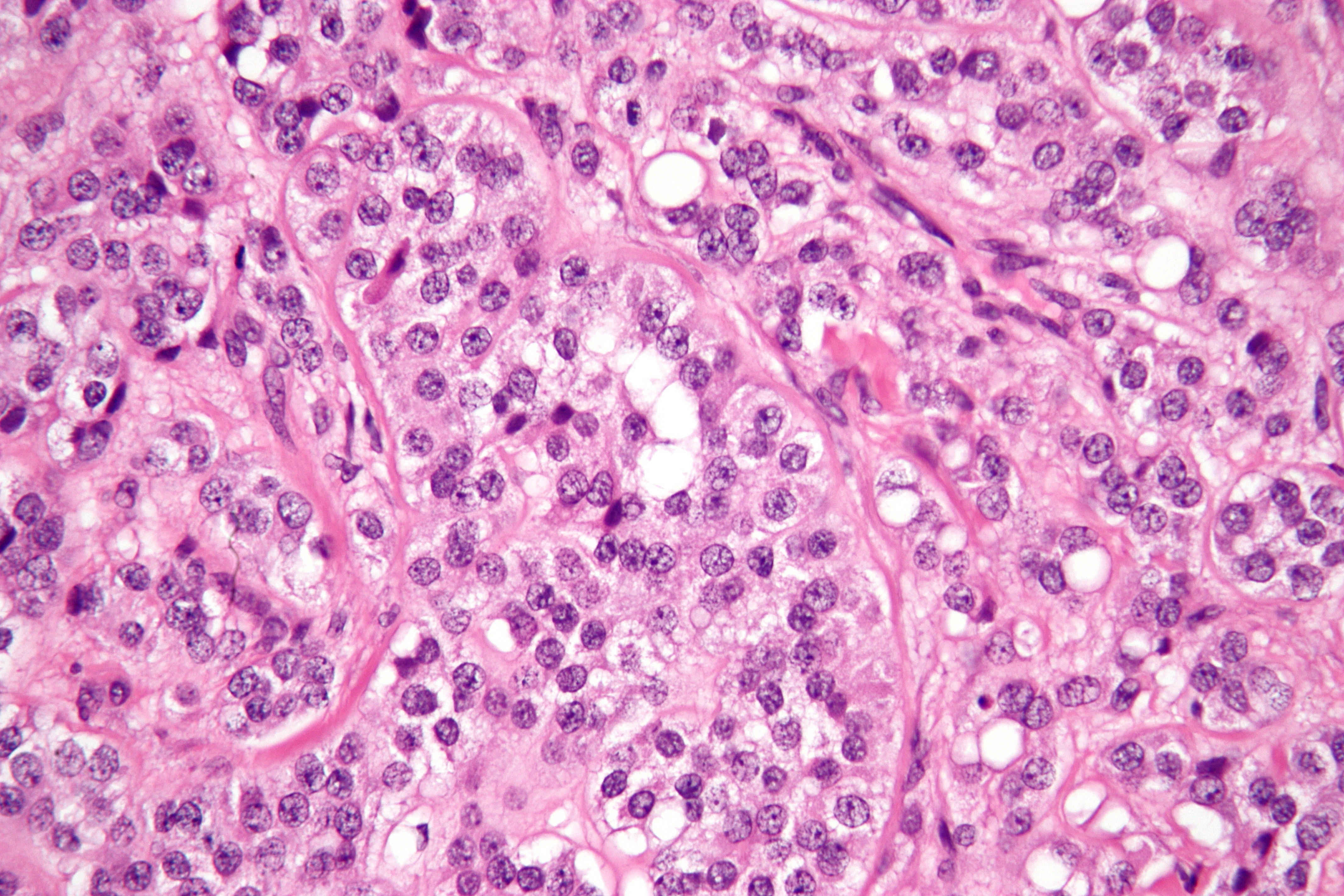
صورة مجهرية عالية التكبير لورم خلايا سيرتولي ملونة بصبغة الهيماتوكسيلين واليوزين.

## سير المرض
ضمت أحد الدراسات الرجعية 83 امرأة مصابة بأحد أورام الحبل الجنسي (73 مصابات بورم الخلايا الحبيبية و10 مصابات بورم الخلايا الحبيبية). شخصت جميع الحالات السابقة بين عامي 1975 و2003. وجدت الدراسة أن معدل البقاء على قيد الحياة كان أعلى لدى النساء اللاتي تقل أعمارهن عن 50 عام وفي حالات الأورام الصغيرة وبغياب بقايا المرض. لم تجد الدراسة أي تأثير للعلاج الكيميائي. وجدت دراسة رجعية أجريت على 67 طفل ومراهق أن العلاج الكيميائي القائم على السيسبلاتين مفيد في علاج هذه الأورام.

## الأبحاث
تجري حاليًا دراسة مستقبلية حول أورام الحبل الجنسي السدوية في المبيض لدى الأطفال والمراهقين. بدأت هذه الدراسة بتسجيل المشاركين في عام 2005. يقوم السجل الدولي لأورام المبيض والخصية بدراسة هذه الأورام النادرة وجمع البيانات حولها لإجراء المزيد من الأبحاث. ما تزال العلاجات المستهدفة لهذه الأورام قيد الدراسة.